# كريس كامينز
كريس كامينز (بالإنجليزية: Chris Cummins)‏ هو لاعب كرة قدم ومدرب كرة قدم أمريكي، ولد في 18 أكتوبر 1971 في واتفورد في المملكة المتحدة.